# A. P. Galante
A. P. Galante   (Tanabi, 1934 - 7 d'abril de 2024) va ser un productor cinematogràfic brasiler, reconegut com un dels més grans de la història del cinema del Brasil.

## Biografia
Nascut a Tanabi, a l'interior de São Paulo, Galante va tenir una infantesa i una adolescència difícils, ja que havia estat educat en institucions de protecció social. Després d'acabar el Tiro de Guerra, es va traslladar el 1954 a São Paulo, on va obtenir feina com a conserge als estudis Maristela, entrant en contacte amb la producció cinematogràfica i assumint altres papers, com a ajudant general, contraregla, electricista, ajudant. càmera, que li va oferir un ric aprenentatge per a la seva futura formació com a productor, ocupació que va continuar ocupant el 1967. Aquell any, ell i Alfredo Palácios van adquirir els drets d'una pel·lícula inacabada anomenada Erótika, que necessitava tenir escenes augmentades per mostrar-se comercialment. El resultat va ser el treball Vidas nuas,que es va convertir en un gran èxit nacional de taquilla.
Més tard, l'associació amb Palácios va donar lloc a la creació, l'any següent, del productor i distribuïdor Servicine, que va tenir una intensa activitat al llarg dels seus vuit anys d'existència.
Ja als anys setanta, Galante es va convertir en el productor més actiu de Boca do Lixo, treballant per a directors consolidats com Walter Hugo Khouri, a més de fomentar joves amb talent com Rogério Sganzerla i Carlos Reichenbach. A través de la seva pròpia empresa, Galante Produções Cinematográficas, el productor va intensificar la seva carrera produint pel·lícules de pornochanchada; el 1977 va aconseguir un rècord de set produccions en un sol any, entre elles la reeixida Presídio de Mulheres Violentadas.
Amb la crisi que va esclatar sobre la pornochanchada a principis dels anys vuitanta, Galante va continuar produint a menor escala. La crisi de la indústria cinematogràfica brasilera va empitjorar en aquells anys i Galante va deixar el seu negoci el 1987. Als anys noranta, encara va produir la seva última pel·lícula, Cinderela Baiana, de 1998.